# 光鑷
光鑷、光學鑷子或光鉗（英文：optical tweezers）是一種通過高度聚焦激光束产生力（量级通常为皮牛顿级）移動微小透明物體的裝置。其中把持物體的區域也稱爲光阱 (optical trap)，相應的技術稱作光學捕捉 (optical trapping)。這種技術可以用於移動細胞或病毒顆粒，把細胞捏成各種形狀，或者冷卻原子。由于光镊的力可以精准地直接作用于细胞甚至更小的目标，因此在生物学方面的应用變得越来越广泛。

## 光镊原理

### 基本原理

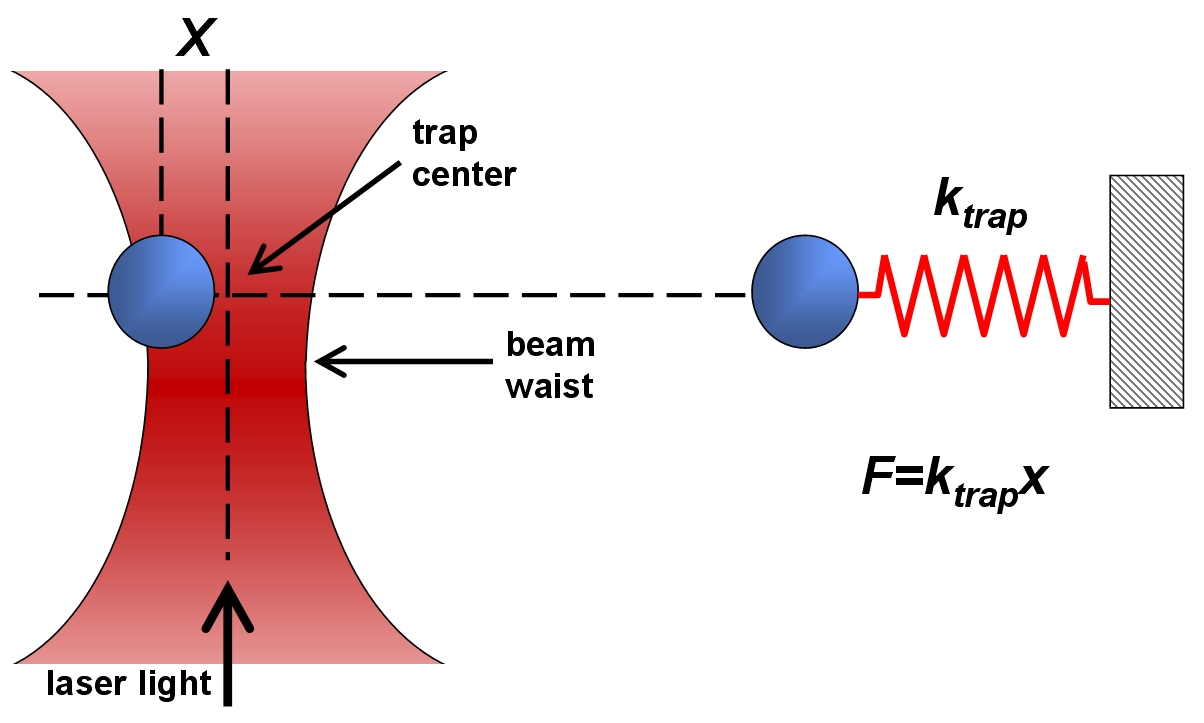
介电质颗粒会吸引到光束聚焦点中心。作用于物体上力的大小与物体到光束中心的距离成正比，就像弹簧系统。

光镊可以通过高度聚焦激光束产生的力来操作纳米或微米级的介电质颗粒。高度聚焦激光束通常是通过使激光通过显微镜物镜得到的。聚焦后的激光光束最窄的部分（光束腰）会存在非常强的电场梯度。介电质颗粒会被吸引至电场梯度最高的区域，也就是光束的中心。同时，电场还会在光束传播方向上对颗粒产生力。这点可以通过动量守恒来理解。光束中的介电质颗粒会吸收并散射光子，于是就会产生相应的动量的变化。如果颗粒不在光束腰上，由于光场光强梯度（即不同区域的光强差异）的影响，颗粒各个方向上会受到不均匀的力将其拉向光强最强的区域，如右图所示。
光镊是非常精确的设备，可以将亚微米级的颗粒移动亚纳米级的距离。 所以，光镊常常被用于研究和操作DNA，蛋白质，酶甚至是单个分子。
在定量科学测量中，通常电介质颗粒都会不移动到离光束中心很远的地方。当颗粒与光束中心的距离很小时，颗粒受到的力与颗粒与光束中心的距离成正比。因此，其特性类似于普通的弹簧系统，遵守虎克定律.

### 光镊原理的细节
关于光镊原理的解释跟被作用颗粒的大小与使用激光波长的关系有关。当颗粒的大小比激光波长大很多时，射线光学原理就可以解释光镊的原理。如果激光波长比颗粒尺寸大得多时，颗粒就可以被当做是在光场中的电偶极子。当被作用物体的尺寸与激光波长在同一数量级时，可以利用馬克士威方程组来解释其原理。

### 射线光学解释

射线光学解释（未聚焦激光）。当颗粒偏离光束中心时（右图），由于光束中心的光强较大，动量的转移造成对颗粒有一个指向光束中心的合力。当颗粒处于光束中心时（左图），颗粒受到的横向合力为零。但是未聚焦的激光会对颗粒造成沿着光线传播方向的力。

射线光学解释（聚焦激光）。聚焦的激光除了可以将颗粒困在激光的中心轴上，还可以将它困在光轴上的特定位置：无论颗粒在激光聚焦点之前（左图）或之后（右图），动量的传递都会对颗粒产生一个指向激光聚焦点的合力。因此，颗粒会被固定于聚焦点稍微偏后一点的位置。（稍微偏后是因为颗粒会由于光的散射而受到沿着光传播方向的力）

当被作用的目标尺寸比激光波长明显大很多时，光学捕捉现象可以使用射线光学来解释。如图所示，激光中发出的光线进入和离开颗粒时会发生折射。因此，光线离开颗粒时，其位置与其进入颗粒时会发生改变。由于光子本身带有动量，这种方向的变化说明有动量的转移。根据牛顿第三运动定律，就会有一个大小相等，方向相反的动量作用于该颗粒。
通常人们利用高斯光束来进行光学捕捉。在这种情况下，如果颗粒偏离光束中心，如图右半部，由于光强较强的部分会比光强较弱的部分产生更大的动量转移而产生更大的力，因此颗粒最后受到的合力是指向光束中心的。如果颗粒在光束的轴线上，进入颗粒的光线会均匀地向周围散射，造成颗粒在横面上受到的合力为零。在这种情况下，颗粒受到的合力是沿着光线传播方向的。轴向上，颗粒表面散射的产生的推力会与由于光场强度梯度产生的梯度力抵消，造成颗粒稳定于轴线上束腰稍后一点的位置。